# Lars Ulrik Mortensen
|  | Lars Ulrik Mortensen dansk cembalist - ikke at forveksle med Lars Ulrich trommeslager i Metallica. |
Lars Ulrik Mortensen (født 9. november 1955) er en dansk cembalist og kapelmester. I 2007 modtog han Léonie Sonnings Musikpris, "som en af vor tids største cembalister og barokmusik-dirigenter".  Han arbejder som kunstnerisk direktør, kapelmester og cembalist i ensemblet Concerto Copenhagen. Hans musikalske virke handler om barokmusik og "tidlig" musik. I 2010 blev han æreskunstner i Østermarie samtidigt med sin far, kordirigenten Bent Mortensen.

## Baggrund
Lars Ulrik Mortensen studerede på Det Kongelige Danske Musikkonservatorium (cembalo hos Karen Englund og generalbas hos Jesper Bøje Christiansen). Mellem 1996 og 1999 var han professor i cembalo og opførselspraksis hos Hochschule für Musik i München.

## Indspilninger
Listen nedenfor er arrangeret alfabetisk efter komponist og musikform.
- Dietrich Buxtehude (Kammermusik)

"Buxtehude – Seven Sonatas, Op.1" (1994, Dacapo)
"Buxtehude – Seven Trio Sonatas, Op.2" (1994, Dacapo)
"Buxtehude – Six Sonatas" (1994, Dacapo)
- Dietrich Buxtehude (Soloværker for cembalo)

"Dietrich Buxtehude – Harpsichord Music, Vol. 1" (1998, Dacapo)
"Dietrich Buxtehude – Harpsichord Music, Vol. 2" (1998, Dacapo)
"Dietrich Buxtehude – Harpsichord Music, Vol. 3" (1998, Dacapo)
- Dietrich Buxtehude (Vokalmusik)

"Dietrich Buxtehude – Vocal Music, Vol.1" (1996, Dacapo)
- Georg Philipp Telemann (Fløjtesonater med akkompagnement)

"Telemann: 6 Recorder Sonatas" (Kontrapunkt)
- Johann Adolph Scheibe, Martin Ræhs (Fløjtesonater med akkompagnement)

"Flute Sonatas" (2002, Dacapo)
- Johann Jacob Froberger (Soloværker for cembalo)

"Johann Jacob Froberger – Harpsichord Music" (1990, Kontrapunkt)
- Johann Sebastian Bach (Soloværker for cembalo)

"Bach: 8 suites in French style, BWV 812-819" (2005, Kontrapunkt)
"Bach: Clavierübung Zweiter Teil" (2005, Kontrapunkt)
"Bach: Goldberg Variations" (2005, Kontrapunkt)